# Vattendrag i Sverige (V–Ö)
Siffrorna efter vattendragens namn anger deras totala längd (inkl. källflöden) och är ifråga om längder på minst 2 mil avrundade till hel- och halvmil. Vattendrag med flodområden på minst 4 kvadratmil är skrivna med fetstil.

## V
- Vadbäcken 9
- Vadsbäcken 20
- Vadstorpån 20
- Vadälven 8
- Vaggeälven 90
- Vagnboströmmen 15
- Vaijajoki 20
- Vaikkojoki 25
- Vajbäcken 40
- Vakran 20
- Vaksjöbäcken 17
- Valasjåhkå 12
- Valburån 18
- Valkanjaurbäcken 15
- Vallasån 14
- Vallbyån 35
- Valldroån 16
- Vallmoraån 15
- Vallsjöån 13
- Valsjöbäcken 13
- Valtajåhkå 30
- Valtiojoki 45
- Valundabäcken 11
- Valvattenbäcken 14
- Valån 30
- Vammarsmålaån 13
- Vandelnån 7
- Vannstadån 20
- Vanån 140
- Vapsajåhkå 30
- Vapstälven 100
- Varaån 14
- Varjisån
- Varnan 20
- Varån 50
- Vasejåhka 25
- Vasksjöån
- Vassaraälven 45
- Vassbäcksån 11
- Vassjöån 20
- Vasslen 12
- Vathanjoki 20
- Vattenån 20
- Vaxsjöån 25
- Vebomarksån 20
- Vegan 15
- Vege å 50
- Veksjöbäcken 12
- Veksjöån
- Velångsbäcken 17
- Veman 100
- Vendelån
- Venetjoki 40
- Vepmemokbäcken 13
- Verbobäcken 30
- Verkanbäcken 14
- Verkarskogsbäcken 10
- Verkasjoki 20
- Verkaån, Skåne 50
- Verkaån, Uppland
- Verkebäcksån 20
- Verkmyrån 10
- Verkälven 11
- Vervelån
- Vessingeån 18
- Vetlandabäcken 11
- Vibybäcken 20
- Vibäckabäcken 10
- Vidboån 17
- Videbäck 20
- Viejejåhkå 18
- Viejeströmmen 30
- Viepsajåhkå 20
- Vierrojåhkå 12
- Vierydsån 40
- Vietasätno 110
- Vieån 30
- Vigdan 25
- Viggan 30
- Vikan 45
- Vikarälven 20
- Vikeväjoki 20
- Viksjöån 20
- Vilshultsån 25
- Vimleån 20
- Vindelälven 450
- Vindån 40
- Vingån 10
- Vinne å 30
- Vinån 20
- Virkesjöbäcken 12
- Virtajåhkå 15
- Virån 65
- Visjöån 30
- Viskan 140
- Viskansbäcken 13
- Viskebäcken 16
- Visman 35
- Vispolenån 13
- Vissjöån
- Vistbäcken 35
- Vistån 90
- Vitbäcken 70
- Vitsandsälven 25
- Vittanbäcken 20
- Vittangiälven 125
- Vittankijoki 18
- Vitträskbäcken 18
- Vitån 85
- Vojmån 225
- Vormbäcken 50
- Voxnan 195
- Vramsån 55
- Vrangsjöbäcken 11
- Vretaån 20
- Vrångsälven 65
- Vrångån 17
- Vuoiturjåhka 20
- Vuokkasenjoki 25
- Vuolejaurbäcken 11
- Vuolgamjaurbäcken 10
- Vuolusjåhka 35
- Vuomajoki 20
- Vuomajåhka 20
- Vuononoja 16
- Vuoskojåhka 13
- Vuoskonjåhkå 20
- Vuoskujoki 20
- Vuosmajåhkå 25
- Vuostojoki 30
- Vuotkajåhka 20
- Vuotnajåhka 45
- Vuottasbäcken 20
- Vuoulajåhkå 20
- Vuovosjukke 40
- Vutnesjjåhkå 20
- Vådån 12
- Vågsjöån
- Vågträskbäcken 25
- Vålvasslan 11
- Våmån 40
- Vångan 10
- Vårträskbäcken 12
- Våsån 14
- Våtsjöån 8
- Vägån 20
- Vähäjoki 15
- Väktarån 20
- Väla å 20
- Välabäcken 14
- Vällingbäcken 10
- Vällingån 30
- Vällån 11
- Vämmesån 18
- Vängelälven 40
- Vänjaurbäcken 35
- Vänneån 25
- Värnaån 30
- Värån 20
- Väster-Henan
- Västerdalälven 315
- Västerhocklan 18
- Västerån 30
- Västerån 30
- Västnårån 25
- Västra Dalkarlsån 30
- Västra Jolen 20
- Västrakullabäcken 20
- Vävelsjöån 13
- Växan 18
- Växboån 14
- Väärtioja 16
- Vökarbäcken 14

## Y
- Yabergsån 18
- Yan 30
- Ybbarpsån 25
- Ycklan 30
- Ylijoki 13
- Ylinen Kihlankijoki 20
- Ylinen Surujoki 30
- Ylläsjoki 60
- Ysjöälven 20
- Ytterån 80

## Å
- Åbybäcken 18
- Åbyån 20
- Åbyån 35
- Åbyälven 170
- Ådalsån
- Åggojåhka 30
- Åggojåhkå 15
- Åhedån 20
- Åkerbäcken 20
- Åkersström 40
- Åkerån 50
- Ålboån 20
- Ålbäcken 14
- Åldamsbäcken 11
- Ålhultsån 25
- Ålhusån 16
- Ålkärrsbäcken 10
- Ållajåhka 20
- Ållojåhkå 15
- Aloppebäcken 16
- Ålsån 70
- Åman 95
- Åmålsån 35
- Ångermanälven 460
- Ångsjöån 17
- Årbolsälven 25
- Årosälven 95
- Årrejåhkå 13
- Årängsån 30
- Åsakabäcken 13
- Åsarpsån 30
- Åsbobergsbäcken 17
- Åsboån 30
- Åsebyälven 20
- Åsjöälven 10
- Åtjärnsbäcken 20
- Åtorpsån 20

## Ä
- Äihämäjoki 50
- Äijäjoki 25
- Äivisjukke 17
- Äkäsjoki 60 [förtydliga]
- Älandsån 20
- Älgabäcken 12
- Älgsjöbäcken 11
- Älgåbäcken 11
- Älgån 20
- Älgån 10
- Älgängsån 25
- Ällan 30
- Ällingån 25
- Älmån 15
- Ältaån 2
- Ämtan 14
- Ämtenån 5
- Ämtån 6
- Ämån 60
- Ängaån 20
- Ängerån 45
- Ängesbäcken 17
- Ängesån 205
- Ängån 20
- Äran 40
- Äsjöån 6
- Äskan 10
- Äspebäcken 18
- Ässan 20
- Ässingån 55
- Ätran 240
- Ävjan 8
- Äxingsån 17
- Ääverijoki 20

## Ö
- Ögan 25
- Öjan 18
- Öjeån 18
- Öjungsån 18
- Öjvasseln 13
- Öjån 85
- Ölboån 13
- Ölebäcken 18
- Ölman 35
- Ölån 18
- Ömboån 20
- Önskanån 20
- Örasjöån 18
- Örboholmsån 11
- Örebäcken 10
- Örebäcken 10
- Öredalsån 30
- Örekilsälven 90
- Öreälven 240
- Örlan 20
- Örnstolån 30
- Örsundaån 70
- Örträskbäcken 18
- Örupsån 20
- Örån 17
- Ösan 70
- Östbyån 18
- Österdalälven
- Öster-Kjolån 13
- Österån 50
- Österån 16
- Österängsån
- Östra Kaskasajåhka 13
- Östra Orlundsån 30
- Östra Syterbäcken
- Övre Oldan 30
- Övre Pansikån 25
- Övrekvarnsälven 13